# Bryonycta pineti
Bryonycta pineti là một loài bướm đêm trong họ Noctuidae.